# Петропавловка (Уйский район)
Петропа́вловка — село в Уйском районе Челябинской области России. Административный центр и единственный населённый пункт Петропавловского сельского поселения.

## География
Через село протекает река Суяска. Расстояние до районного центра села Уйского 30 км.

## Население
| 2002 | 2010 | 2011 | 2012 | 2013 | 2014 | 2015 |
| ---- | ---- | ---- | ---- | ---- | ---- | ---- |
| 998  | ↘879 | →879 | ↘845 | ↘812 | ↘770 | ↘756 |
| 2016 | 2017 | 2018 | 2019 | 2020 | 2021 |      |
| →756 | ↘741 | ↘740 | ↘738 | ↘717 | ↗747 |      |

По данным Всероссийской переписи, в 2010 году численность населения села составляла 879 человек (403 мужчины и 476 женщин).

## Улицы
Уличная сеть села состоит из 27 улиц и 1 переулка.